# جانيت راوش
جانيت راوش (بالألمانية: Janette Rauch)‏ هي ممثلة سويسرية وألمانية، ولدت في 16 مارس 1962 في سويسرا.

## وصلات خارجية
- جانيت راوش على موقع IMDb (الإنجليزية)
- جانيت راوش على موقع ألو سيني (الفرنسية)
- جانيت راوش على موقع ديسكوغز (الإنجليزية)
- جانيت راوش على موقع قاعدة بيانات الفيلم (الإنجليزية)
- جانيت راوش على موقع كينوبويسك (الروسية)